# Tiberius Claudius Rufus
Tiberius Claudius Rufus war ein im 2. Jahrhundert n. Chr. lebender Angehöriger des römischen Ritterstandes (Eques).
Durch ein Militärdiplom ist belegt, dass Rufus 153 Kommandeur der Ala II Flavia milliaria pia fidelis war, die zu diesem Zeitpunkt in der Provinz Raetia stationiert war. Vermutlich ist er mit dem gleichnamigen Procurator Augusti in der Provinz Pannonia superior identisch, der durch eine Inschrift belegt ist, die in Poetovio gefunden wurde.